# Les Pirates du Mississippi
Pour les articles homonymes, voir Guet-apens.
Pour plus de détails, voir Fiche technique et Distribution.
Les Pirates du Mississippi (titre original : Die Flußpiraten vom Mississippi) est un film franco-italo-allemand réalisé par Jürgen Roland sorti en 1963.

## Synopsis
Un groupe de pirates menés par Kelly, un bandit habillé tout en noir, sème la terreur en s'en prenant aux habitants de Helena et aux bateaux postiers sur le Mississippi. Le shérif James Lively doit aller contre la méfiance des habitants mais aussi des Indiens. Mais avec l'aide des Cherokees, car les bandits se sont établis sur leurs terres, et de son adjoint Tom Quincy, il parvient à mettre fin à leurs méfaits.

## Fiche technique
- Titre français : Les Pirates du Mississippi ou Guet-apens sur le grand fleuve[1]
- Titre original : Die Flußpiraten vom Mississippi
- Réalisation : Jürgen Roland assisté de Maxi Brandt et Gianfranco Parolini
- Scénario : Werner P. Zibaso, Johannes Kai d'après le roman de Friedrich Gerstäcker
- Musique : Willy Mattes
- Direction artistique : Hans Berthel (de), Johannes Ott
- Costumes : Nada Souvan
- Photographie : Rolf Kästel
- Son : Günter Bloch, Willi Schwadorf
- Montage : Herbert Taschner (de)
- Production : Wolf C. Hartwig
- Sociétés de production : Rapid Film, Gianni Fuchs SPA, Société Nouvelle de Cinématographie (SNC)
- Société de distribution : Gloria Filmverleih
- Pays d'origine :  Allemagne de l'Ouest
- Langue : allemand
- Format : Couleurs - 2,35:1 - Mono - 35 mm
- Genre : Western
- Durée : 101 minutes
- Dates de sortie :
  -  Allemagne de l'Ouest : 18 octobre 1963.
  -  Italie : 8 février 1964.
  -  Danemark : 26 décembre 1964.
  -  France : 13 octobre 1965

## Distribution
- Hansjörg Felmy (VF : Jean-Louis Maury) : James Lively
- Brad Harris (VF : Raymond Loyer) : Tom Quincy[2]
- Tony Kendall (VF : Georges Aminel) : Aigle Noir
- Horst Frank (VF : Edmond Bernard) : Kelly
- Sabine Sinjen : Evelyn
- Dorothee Parker (VF : Michèle Montel) : Georgia
- Karl Lieffen (VF : Roger Carel) : Doc Monrove
- Bruna Simionato (alias Barbara Simon) : Wichita
- Luigi Batzella (alias Paolo Solvay) (VF : Philippe Mareuil) : Richter Dayton
- Jeanette Batty : Mrs. Bridleford
- Dan Vadis (VF : Jean Amadou) : Blackfoot
- Vladimir Basic (VF : Georges Atlas) : Frank, le frère de Georgia
- Joko Turk (VF : Albert Médina) : l'oncle Jonathan dit « Jo »

## Tournage
Le film est réalisé en Yougoslavie pour les plans extérieurs. Les scènes sur le fleuve ont été tournées sur la Save.

## Source de traduction
- (de) Cet article est partiellement ou en totalité issu de l’article de Wikipédia en allemand intitulé « Die Flußpiraten vom Mississippi » (voir la liste des auteurs).